# Hugh Hefner
Pour les articles homonymes, voir Hefner.
 (octobre 2024).
La mise en forme du texte ne suit pas les recommandations de Wikipédia : il faut le « wikifier ».
Les points d'amélioration suivants sont les cas les plus fréquents. Le détail des points à revoir est peut-être précisé sur la page de discussion.
- Les titres sont pré-formatés par le logiciel. Ils ne sont ni en capitales, ni en gras.
- Le texte ne doit pas être écrit en capitales (les noms de famille non plus), ni en gras, ni en italique, ni en « petit »…
- Le gras n'est utilisé que pour surligner le titre de l'article dans l'introduction, une seule fois.
- L'italique est rarement utilisé : mots en langue étrangère, titres d'œuvres, noms de bateaux, etc.
- Les citations ne sont pas en italique mais en corps de texte normal. Elles sont entourées par des guillemets français : « et ».
- Les listes à puces sont à éviter, des paragraphes rédigés étant largement préférés. Les tableaux sont à réserver à la présentation de données structurées (résultats, etc.).
- Les appels de note de bas de page (petits chiffres en exposant, introduits par l'outil «  Source ») sont à placer entre la fin de phrase et le point final[comme ça].
- Les liens internes (vers d'autres articles de Wikipédia) sont à choisir avec parcimonie. Créez des liens vers des articles approfondissant le sujet. Les termes génériques sans rapport avec le sujet sont à éviter, ainsi que les répétitions de liens vers un même terme.
- Les liens externes sont à placer uniquement dans une section « Liens externes », à la fin de l'article. Ces liens sont à choisir avec parcimonie suivant les règles définies. Si un lien sert de source à l'article, son insertion dans le texte est à faire par les notes de bas de page.
- La présentation des références doit suivre les conventions bibliographiques. Il est recommandé d'utiliser les modèles {{Ouvrage}}, {{Chapitre}}, {{Article}}, {{Lien web}} et/ou {{Bibliographie}}. Le mode d'édition visuel peut mettre en forme automatiquement les références.
- Insérer une infobox (cadre d'informations à droite) n'est pas obligatoire pour parachever la mise en page.

Pour une aide détaillée, merci de consulter Aide:Wikification.
Si vous pensez que ces points ont été résolus, vous pouvez retirer ce bandeau et améliorer la mise en forme d'un autre article.
Hugh Marston Hefner, dit Hef, né le 9 avril 1926 à Chicago et mort le 27 septembre 2017 au Manoir Playboy de Holmby Hills à Los Angeles, est le fondateur et propriétaire américain du magazine de charme Playboy.

## Biographie
Né en 1926 dans une Amérique puritaine en pleine période de prohibition, Hugh Hefner grandit dans une famille de protestants méthodistes conservateurs. Il est le premier enfant de Grace Caroline (née Swanson, 1895-1997), enseignante, et Glenn Lucius Hefner (1896-1976), comptable.
À la fin de sa scolarité, Hugh Hefner intègre l’US Army pendant quelques mois lors de la Seconde Guerre mondiale. Après son service militaire, il s’inscrit en psychologie à l'université de l'Illinois à Chicago.

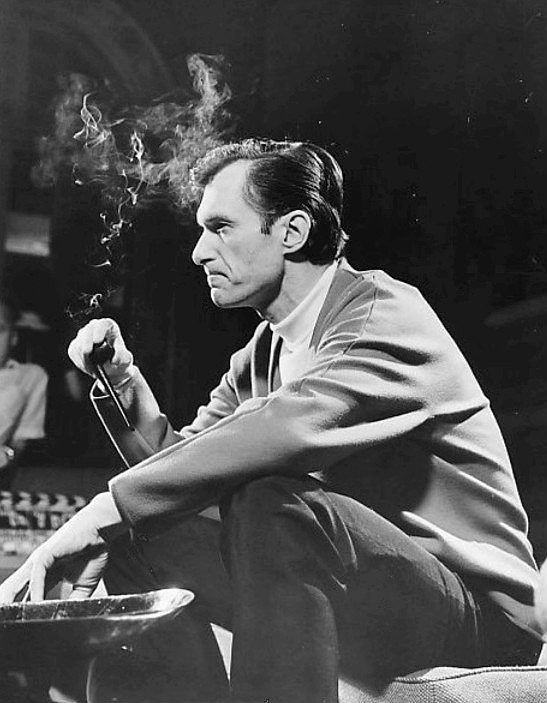
Hugh Hefner avec sa célèbre pipe en 1966.

Hefner crée Playboy en décembre 1953,. Le magazine s’adresse aux hommes attirés par un style de vie libertin, festif et sensuel, sans négliger la dimension politique, sociale, sportive et culturelle, puisque de nombreux articles et entretiens de fond sont publiés au cours des années 1950-1980. Hefner avait des pratiques de travail particulières. Il accomplissait son travail par terre dans son bureau et ne s'asseyait que très rarement devant sa table de travail. Il encourageait également ses employés à donner libre cours à leurs pulsions sexuelles et il leur distribuait de la Dexedrine (dextroamphétamine), qui était commercialisée en pharmacie, aux États-Unis, dans les années 1930.
Le 4 juin 1963, il est arrêté pour vente de littérature obscène. Tout au long de sa carrière, il défend les valeurs liées à la liberté de pensée, à la tolérance, défendant notamment les droits civiques aux États-Unis au cours des années 1960 et 1970, les droits de l'Homme, le droit à l'avortement, le droit au divorce, les droits des pères… Il a dû lutter aux États-Unis contre les puissants lobbies défendant les valeurs chrétiennes, la ségrégation (dans les années 1960), le racisme, la xénophobie, l'abstinence sexuelle avant le mariage, l'interdiction de l'avortement, etc.
En 2011, il contribue à hauteur de 900 000 dollars à la campagne de préservation de la colline sur laquelle se dresse le panneau Hollywood (dans les années 1970, il avait déjà financé la rénovation du panneau).

### Vie privée

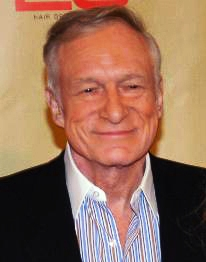
Hugh Hefner en 2007.

Le 25 juin 1949, Hefner épouse Mildred Williams. De cette union naissent deux enfants : Christie et David. Après dix ans de mariage, le couple divorce en 1959.
Il a ensuite de nombreuses aventures avec ses playmates jusqu’à en épouser une le 1er juillet 1989 : Kimberley Conrad. Ils ont deux enfants ensemble : Marston et Cooper. En 1999, ils se séparent, mais par égard pour leurs enfants ils ne concluent leur divorce qu'en 2010.
Le 24 décembre 2010, Hefner se fiance avec la playmate Crystal Harris. Cette dernière le quitte cependant quelques jours avant la cérémonie de mariage, prévue le 18 juin 2011. La diffusion du magazine de juillet 2011 étant largement lancée, il est trop tard pour en changer la couverture avec la photo de Crystal, qui annonce : « America's princess - Introducing Mrs. Crystal Hefner » (« La princesse de l'Amérique - Nous vous présentons Madame Crystal Hefner »).
Son ancienne fiancée et playmate Holly Madison raconte dans un livre autobiographique, Down the Rabbit Hole (en), l'envers du décor et les humiliations subies par les pensionnaires du Manoir.
Le 31 décembre 2012, il épouse enfin Crystal Harris, 26 ans, de soixante ans sa cadette,.
Il meurt après avoir subi un arrêt cardiaque et une insuffisance respiratoire dus à ses infections à E. coli, puis d'une septicémie le 27 septembre 2017 à Holmby Hills (Los Angeles) à l’âge de 91 ans. Ses obsèques ont lieu le 30 septembre 2017 au Westwood Village Memorial Park Cemetery à Los Angeles dans l'intimité familiale. Il repose désormais auprès de son idole Marilyn Monroe. Très prévoyant, Hefner avait acheté sa concession en 1992 pour 75 000 dollars, à droite de celle de l'actrice.

### Hugh Hefner et les femmes
Marié en 1949 avec une femme (Mildred Williams) qui lui a donné deux enfants, Hefner n'a pas tardé à collectionner les conquêtes féminines après la fondation du magazine Playboy. L'édition de la revue le mettait en effet en contact avec une multitude de jeunes et jolies femmes. Il divorça de Mildred dès 1959, pour entamer des relations amoureuses et sexuelles avec nombre d'entre elles, Playmates ou non. Pendant plusieurs périodes, il put avoir simultanément deux "petites amies", voire trois ou plus. Kimberley Conrad, Miss Janvier 1988 puis Playmate de l'Année 1989 l'épousa la même année et lui imposa pendant plusieurs années une vie conjugale un peu plus rangée mais ils finirent par se séparer après avoir eu deux enfants ensemble. Vers la fin de sa vie, Hefner épousa en troisièmes noces une deuxième Playmate, Crystal Harris : elle avait 60 ans de moins que lui et finit par devenir sa veuve.    
En novembre 2012, un numéro de Playboy présenta un article donnant la liste (non exhaustive !) des femmes ayant partagé sa vie et son lit. L'article s'intitulait Hef's Girlfriends - a Romantic Retrospective   et résumait :

Légende : * = Playmate - ** = Playmate de l'Année, # = Epouse (avec le nombre d'enfants)
- Mildred Williams (1949-1959) #2
- Janet Pilgrim (1955) *
- Joyce Nizzari (1958-1960) *
- Christa Speck (1961-1962) *
- Cynthia Maddox (1961-1964)
- Donna Michelle (1963-1964) **
- Barbi Benton (1968-1976)
- Karen Christy (1971-1974) *
- Hope Olson (1975-1979) *
- Patti McGuire (1975-1979) **
- Lillian Müller (1975-1976) **
- Sondra Theodore (1976-1981) *
- Shannon Tweed (1981-1983) **
- Carrie Leigh (1983-1987)
- Kimberley Conrad (1988-1997) **#2
- Sandy et Mandy Bentley (1998-1999)
- Brande Roderick (1998-1999) **
- Tina Jordan (2000-2001) *
- Holly Madison (2001-2007)
- Bridgett Marquardt (2002-2007)
- Kendra Wilkinson (2004-2007)
- Anna Sophia Berglund (2008-2012) *
- Crystal Harris (2008-2011/2012-2017) *#

Les périodes les plus notables sont de 1971 à 1974 ou Hefner se partageait entre Barbi Benton à Los Angeles et Karen Christy à Chicago, puis le « ménage à quatre » formé avec Holly Madison, Bridgett Marquardt et Kendar Wilkinson au début des années 2000.

## Playboy

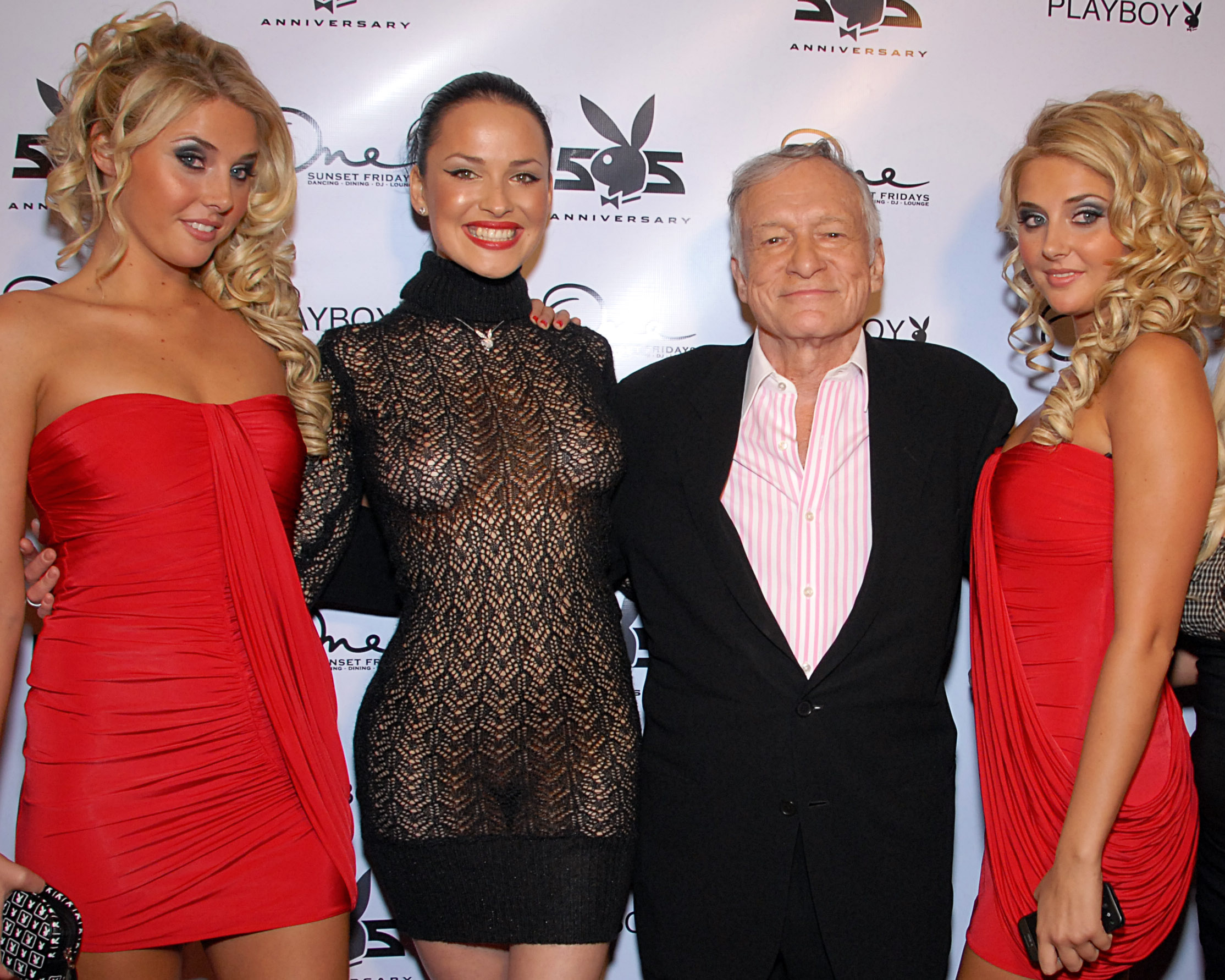
Hugh Hefner avec Dasha Astafieva (en noir), Karissa et Kristina Shannon pour le de Playboy (2007).

Après plus de cinquante ans d'activité, Hugh Hefner apparaît comme le créateur d'une forme de magazine et d'informations, forme reprise, transformée dans de nombreux pays occidentaux au cours des années 1970 et 1980.
Playboy se déclinant en éditions internationales, Hefner était devenu très riche. Sa fortune était estimée à 758 000 000 dollars en 2008. Il possédait un manoir, le Manoir Playboy, où se donnaient d'immenses réceptions et même un Douglas DC-9 personnel, peint en noir et spécialement aménagé, nommé Big Bunny. Le Big Bunny  avait été remodelé et décoré par les architectes Ron et Suzanne Dirsmith comme un manoir miniature, avec des chaises pivotantes, une douche pour deux personnes, un énorme canapé-bar, une piste de danse et même un lit elliptique avec chaîne stéréo. Le Douglas DC-9 lui sert également à faire quelques escapades amoureuses et à faire, en 1970, un tour du monde touristique. Par la suite, le Big Bunny sera mis au service de quelques causes humanitaires. L'avion sera en fin de compte vendu à une compagnie sud-américaine qui le réaménagera de façon classique.

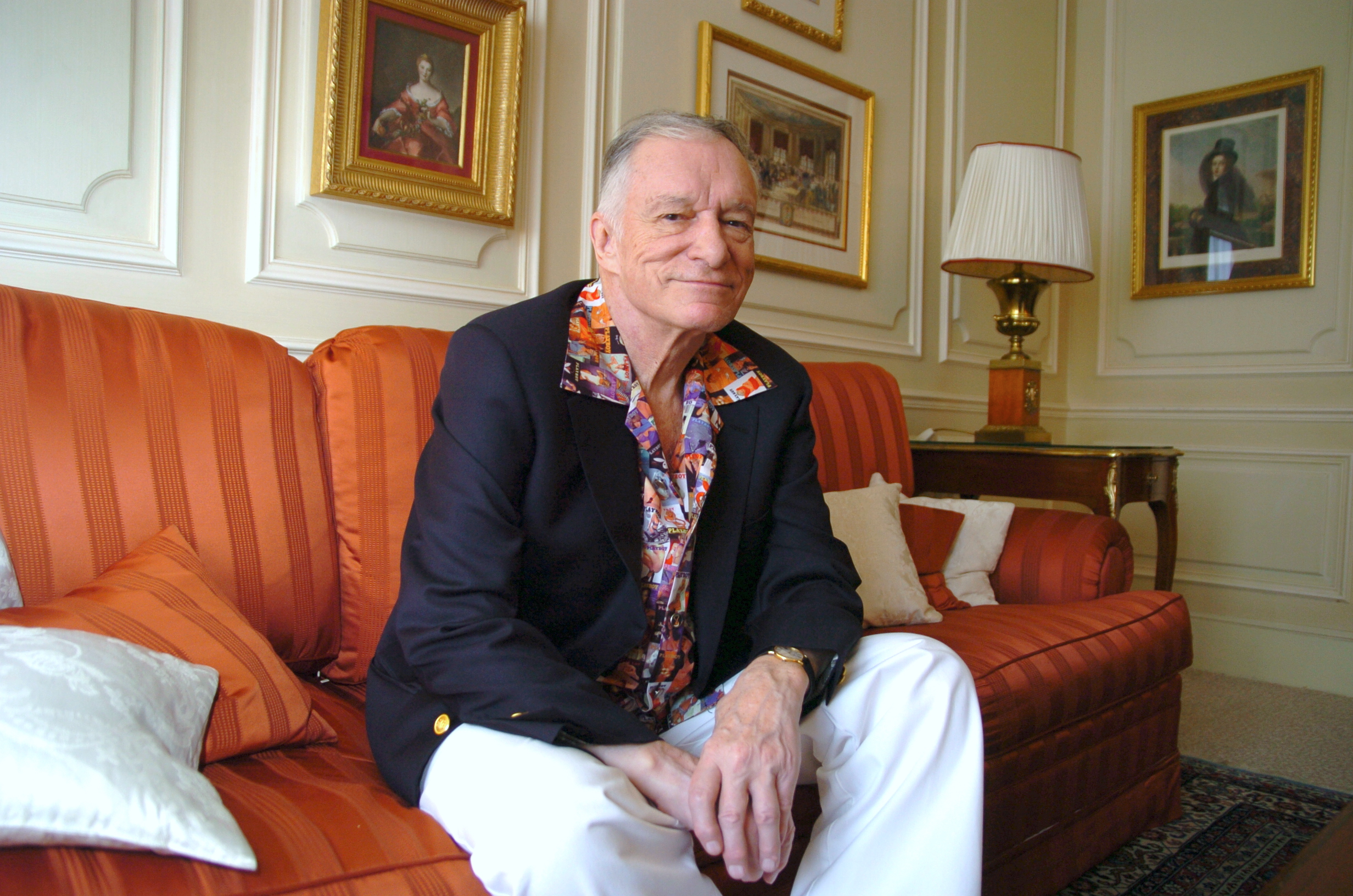
Hugh Hefner, le 10 juin 2007 à Paris.

En 2011, il rachète les parts flottant en bourse de la holding Playboy Enterprises Inc. pour reprendre le contrôle sur la gestion de son entreprise dont les revenus faiblissaient. En 2016, il vend sa fameuse propriété le manoir Playboy mais continue à y résider.
Hugh Hefner est devenu en cinquante ans leader de la presse de charme mondiale et une légende de la presse mondiale. Son magazine, comme sa vie, fait partie des mythes populaires du monde occidental de la seconde moitié du XXe siècle. D'ailleurs, Hefner a acheté, en 2009, sa tombe située à côté de la tombe de Marilyn Monroe au cimetière Westwood Memorial Park de Los Angeles. Dans la mort, Hefner rejoint ainsi le plus grand mythe sexuel du XXe siècle.

## Publications
- Hugh Hefner’s Playboy, Une autobiographie illustrée, ponctuée par les grands moments des 25 premières années de Playboy, édité par Taschen, 2010[18] ; rééd. Taschen, 2013[19].

## Dans la culture populaire
- Hugh Hefner a joué son propre rôle dans le film Le Flic de Beverly Hills 2, mais également dans des séries télévisées comme
- 1993 : Le Prince de Bel-Air, épisode 9, Cas de conscience
- 1999 : V.I.P., épisode 10, Happy Millenium
- 2000 : Sex and the City, épisode 14, Contrefaçons
- 2001 : Voilà !, épisode 22, Allie frappe encore
- 2005 : Larry et son nombril, épisode 6, La Veste d'intérieur
- 2005 : Entourage, épisode 3, Aquamanoir
- 2008 : Shark, épisode 15, Sans limite
- Dans le film Iron Man, Tony Stark salue Stan Lee en l'ayant confondu avec Hefner.
- Il apparaît également dans le vidéo clip Beverly Hills du groupe de rock alternatif Weezer et Playmate Of The Year du groupe Zebrahead.
- Il est incarné par Cliff Robertson dans le film Star 80 (1983), histoire de la playmate Dorothy Stratten.
- Il apparaît, jouant son propre personnage, dans le film Super blonde (2008) et dans Miss March (2008) de Zach Cregger et Trevor Moore.
- Il fait une apparition dans le film La Folle Histoire du monde de Mel Brooks.
- Philippe Katerine le compare à Sigmund Freud dans sa chanson KesKesséKçetruc ?.
- Dans le rap français, Hugh Hefner est souvent présenté comme un modèle de réussite avec les femmes. En 2015, le rappeur Damso chante : « Hugh Hefner, je veux ta vieillesse, avec beaucoup plus de gows ».
- Il apparaît sous les traits d'un loup dans le tome six de Blacksad : « Alors, tout tombe - Première partie » aux pages 45 et 46.
- L'acteur Mike Seely l'interprète dans la mini-série Pam and Tommy, diffusée en 2022 sur le service Hulu.
- En janvier 2022, la docusérie Secrets of Playboy, diffusée sur A&E, revient sur les événements controversés qui ont eu lieu dans le manoir Playboy[20].